# Bahnstrecke Eastman–Elkhurst
| Streckenlänge: | 36,4 km              |                                  |                                  |
| Spurweite: | 1435 mm (Normalspur) |                                  |                                  |
| |                      |                                  |                                  |
| \| \| \| von Windsor Mills und Sherbrooke \| \| \| \| 0,0 \| Eastman QC \| Eastman QC \| \| \| \| nach Waterloo (ab 1884) \| \| \| \| \| Autoroute 10 \| \| \| \| \| Anschluss Huntington-Mine \| \| \| \| 3 \| Dillonton QC \| Dillonton QC \| \| \| \| nach Waterloo (bis 1884) \| \| \| \| \| Paisley Siding \| \| \| \| \| (bis 1886/ab 1904) \| \| \| \| \| Missisquoi River (Nordzweig) \| \| \| \| 11,6 \| Bolton Centre QC \| Bolton Centre QC \| \| \| \| Rivière Missisquoi (Nordzweig) \| \| \| \| \| (bis 1886/ab 1904) \| \| \| \| 16,4 \| South Bolton QC \| South Bolton QC \| \| \| \| Potton Springs QC \| \| \| \| \| Peabody Crossing QC \| \| \| \| 29,1 \| Mansonville QC \| Mansonville QC \| \| \| \| Québec (Kanada) / Vermont (USA) \| \| \| \| \| von Newport \| \| \| \| 36,4 \| Elkhurst VT \| Elkhurst VT \| \| \| \| nach Farnham \| \| |                      |                                  |                                  |
| Strecke (außer Betrieb) |                      | von Windsor Mills und Sherbrooke | von Windsor Mills und Sherbrooke |
| Bahnhof (Strecke außer Betrieb) | 0,0                  | Eastman QC                       | Eastman QC                       |
| Abzweig geradeaus, nach rechts und von rechts (Strecke außer Betrieb) |                      | nach Waterloo (ab 1884)          | nach Waterloo (ab 1884)          |
| Strecke mit Straßenbrücke (Strecke außer Betrieb) |                      | Autoroute 10                     | Autoroute 10                     |
| Abzweig geradeaus und von links (Strecke außer Betrieb) |                      | Anschluss Huntington-Mine        | Anschluss Huntington-Mine        |
| Bahnhof (Strecke außer Betrieb) | 3                    | Dillonton QC                     | Dillonton QC                     |
| Abzweig geradeaus und nach rechts (Strecke außer Betrieb) |                      | nach Waterloo (bis 1884)         | nach Waterloo (bis 1884)         |
| Dienststation / Betriebs- oder Güterbahnhof (Strecke außer Betrieb) |                      | Paisley Siding                   | Paisley Siding                   |
| Verschwenkung nach links und nach rechts (Strecke außer Betrieb) |                      | (bis 1886/ab 1904)               | (bis 1886/ab 1904)               |
| Brücke über Wasserlauf (Strecke außer Betrieb) · Strecke (außer Betrieb) |                      | Missisquoi River (Nordzweig)     | Missisquoi River (Nordzweig)     |
| Bahnhof (Strecke außer Betrieb) · Bahnhof (Strecke außer Betrieb) | 11,6                 | Bolton Centre QC                 | Bolton Centre QC                 |
| Brücke über Wasserlauf (Strecke außer Betrieb) · Strecke (außer Betrieb) |                      | Rivière Missisquoi (Nordzweig)   | Rivière Missisquoi (Nordzweig)   |
| Verschwenkung von links und von rechts (Strecke außer Betrieb) |                      | (bis 1886/ab 1904)               | (bis 1886/ab 1904)               |
| Bahnhof (Strecke außer Betrieb) | 16,4                 | South Bolton QC                  | South Bolton QC                  |
| Haltepunkt / Haltestelle (Strecke außer Betrieb) |                      | Potton Springs QC                | Potton Springs QC                |
| Haltepunkt / Haltestelle (Strecke außer Betrieb) |                      | Peabody Crossing QC              | Peabody Crossing QC              |
| Bahnhof (Strecke außer Betrieb) | 29,1                 | Mansonville QC                   | Mansonville QC                   |
| Grenze (Strecke außer Betrieb) |                      | Québec (Kanada) / Vermont (USA)  | Québec (Kanada) / Vermont (USA)  |
| Abzweig ehemals geradeaus und von links |                      | von Newport                      | von Newport                      |
| ehemaliger Haltepunkt / Haltestelle | 36,4                 | Elkhurst VT                      | Elkhurst VT                      |
| Strecke |                      | nach Farnham                     | nach Farnham                     |

Die Bahnstrecke Eastman–Elkhurst ist eine Eisenbahnstrecke in Québec (Kanada) und Vermont (Vereinigte Staaten). Sie ist 36 Kilometer lang und verbindet unter anderem die Städte Eastman, Mansonville und Troy. Die Strecke ist stillgelegt und die Gleise abgebaut.

## Geschichte

### Erste Strecke nach Potton Springs
In Potton Springs wurden um 1800 Schwefelquellen entdeckt, denen Heilwirkungen zugeschrieben wurden. Ab Mitte des 19. Jahrhunderts kamen zahlreiche Kurgäste in den Ort. Die am 24. Dezember 1870 gegründete Missisquoi and Black River Valley Railway (M&BRV) baute daher eine Bahnstrecke, die in Dillonton von der geplanten und 1872 eröffneten Bahnstrecke Waterloo–Huntington Mine abzweigen und nach Süden durch Bolton bis Potton Springs führen sollte. 1875 nahm ein neues Kurhotel in Potton Springs den Betrieb auf. Am 11. Dezember 1877 verlängerte die Waterloo and Magog Railway die von Waterloo kommende Bahnstrecke über Dillonton hinaus über Eastman nach Magog und am gleichen Tag ging die Strecke von Dillonton nach Potton Springs (Bahnhof South Bolton) in Betrieb. Anfang 1878 pachtete die Waterloo&Magog die Strecke und wie auf deren eigener Strecke führte nun auch nach Potton Springs die Central Vermont Railroad den Betrieb. 1881 wurde die M&BRV in Missisquoi Valley Railway (MVR) umbenannt. Die CV stellte 1884 den Betrieb zwischen Bolton Centre und South Bolton ein, 1886 auch auf dem Rest der Strecke, die daraufhin stillgelegt wurde.

### Weiterbau nach Elkhurst
1902 übernahm die Orford Mountain Railway die stillgelegte Trasse. Sie betrieb bereits eine Strecke von Eastman in Richtung Norden, die ursprünglich auch von der M&BRV geplant worden war. Die OMR erneuerte die Gleise und nahm noch im gleichen Jahr die Strecke zur Mine bei Dillonton wieder in Betrieb. Bis zum 19. August 1904 wurde auch der Rest der Strecke nach Potton Springs wieder aufgebaut, in Bolton Centre jedoch auf einer neuen Trasse östlich des Flusses, um die beiden Flussbrücken einzusparen. Um die Strecke wirtschaftlicher zu gestalten, plante die Bahngesellschaft, sie nach Süden an die Bahnstrecke Newport–Farnham anzuschließen. Am 12. Juli 1907 ging der Abschnitt bis Mansonville in Betrieb. Den Weiterbau konnte die Gesellschaft jedoch nicht allein finanzieren, sodass sie am 7. März 1910 durch die Canadian Pacific Railway gepachtet wurde, die auch die Betriebsführung übernahm. Sie stellte im Sommer 1910 die Strecke fertig.

### Weitere Entwicklung
Der Personenverkehr auf der Strecke bestand stets nur aus einem an Werktagen fahrenden Zugpaar. Die Züge fuhren von Windsor Mills kommend über Eastman zunächst bis Eastray, wo sich ein Umsteigepunkt zur Hauptstrecke der Canadian Pacific befand. Dort machten sie Kopf, fuhren wieder nach Eastman zurück und fuhren dann weiter nach Süden nach Elkhurst und, da in Elkhurst kein Wendegleis vorhanden war, weiter auf der dort anschließenden Strecke bis North Troy. Auch der Güterverkehr auf der Strecke war spärlich, der von der Orford Mountain Railway geplante Durchgangsverkehr kam nicht zustande. Am 1. April 1936 wurde die Strecke stillgelegt.

## Streckenbeschreibung
Die Strecke beginnt im Gleisdreieck am Bahnhof Eastman der früheren Waterloo&Magog, die bereits 1888 mit Eröffnung der Bahnstrecke Brookport–Mattawamkeag stillgelegt worden war. Der Abschnitt von Eastman bis Eastray blieb erhalten und diente der Verbindung des Bahnhofs mit der Hauptstrecke. Von Eastman führt die Trasse der stillgelegten Bahnstrecke südwärts, entlang dem Nordarm des Rivière Missisquoi. Zwischen den Seen Lac Trousers und Lac Long Pond hindurch erreicht die Strecke nach einigen Kilometern Bolton Centre, wo der Fluss zweimal überquert wird. Sie verläuft in der Folge durchgehend östlich des Flusses. Die Unwirtschaftlichkeit der Strecke kam auch dadurch zustande, dass die Bahn nicht direkt an der Landstraße entlang durch die Orte führte, sondern ein Stück abseits auf der anderen Seite des Flusses, sodass von den Bahnstationen ein längerer Fußweg zum eigentlichen Ort zurückgelegt werden musste. Durch Mansonville hindurch führt die Trasse weiter südwärts und überquert kurz darauf die Staatsgrenze nach Vermont, wo sie nach wenigen Kilometern in die Bahnstrecke Newport–Farnham mündet. Ein Teil der Trasse wird heute als Fahrweg benutzt.